# مهوش جزایری
مهوش جزایری (زاده ۱۳۳۰) کارگردان تلویزیونی، تهیه‌کننده و مدیر تولید اهل ایران است. وی از سال ۱۳۶۸ تا اواسط دهه ۱۳۷۰ در سینمای ایران فعالیت می‌کرد. جزایری از سال ۱۳۵۱ فعالیت تلویزیونی خویش را به عنوان تهیه‌کننده و کارگردان در گروه کودک و نوجوان آغاز کرد.

## زندگی‌نامه
وی در ۱۳۳۰ در تهران زاده شد و در سال ۱۳۵۰ رشته کارگردانی و تهیه‌کنندگی تلویزیون از انگلستان فارغ‌التحصیل شد.

## گزیده فیلمشناسی
| عنوان                       | سال       | سمت                                   | توضیحات              |
| --------------------------- | --------- | ------------------------------------- | -------------------- |
| تله‌تئاتر به دنبال سیمرغ     | ۱۳۶۱      | کارگردان تلویزیونی                    |                      |
| تله‌تئاتر ز هر کوی           | ۱۳۶۱      | کارگردان                              |                      |
| تله‌تئاتر هنگامه شیرین وصال  | ۱۳۶۲      | کارگردان تلویزیونی                    | شبکه                 |
| نوروزنامه                   | ۱۳۶۲      | کارگردان                              | نوروز ۱۳۶۳ / شبکه یک |
| تله‌تئاتر دست بالای دست      | ۱۳۶۳      | کارگردان تلویزیونی                    |                      |
| باز مدرسم دیر شد            | ۱۳۶۳      | کارگردان تلویزیونی                    | شبکه                 |
| تله‌تئاتر یک مسافر           | ۱۳۶۴      | کارگردان                              | شبکه یک              |
| تله‌تئاتر حنایی و روباه مکار | ۱۳۶۴      | کارگردان تلویزیونی                    |                      |
| سایه همسایه                 | ۱۳۶۴–۱۳۶۵ | کارگردان تلویزیونی                    | شبکه دو              |
| گالش‌های مادربزرگ            | ۱۳۶۴      | کارگردان تلویزیونی                    | شبکه                 |
| بازی تمام شد                | ۱۳۶۸      | مدیر تولید                            |                      |
| جستجو در جزیره              | ۱۳۶۹      | مدیر تولید                            |                      |
| سفر جادویی                  | ۱۳۶۹      | مدیر تولید                            |                      |
| خانه خلوت                   | ۱۳۷۰      | مدیر تولید و تهیه‌کننده مشترک          |                      |
| مسافران                     | ۱۳۷۰      | مدیر تولید و تهیه‌کننده مشترک          |                      |
| آبادانی‌ها                   | ۱۳۷۱      | تهیه‌کننده                             |                      |
| مهاجران                     | ۱۳۷۱      | مدیر تولید و تهیه‌کننده مشترک          |                      |
| روز فرشته                   | ۱۳۷۲      | مدیر تولید                            |                      |
| آرایش مرگ                   | ۱۳۷۳      | مجری طرح و تهیه‌کننده همراه افشین شرکت |                      |
| خلع سلاح                    | ۱۳۷۳      | مدیر تولید و تهیه‌کننده مشترک          |                      |
| اشک و لبخند                 | ۱۳۷۶      | مدیر تولید                            |                      |
| بدلکاران                    | ۱۳۷۶      | مدیر تولید                            |                      |
| زندگی                       | ۱۳۷۶      | مدیر تولید                            |                      |
| یاغی                        | ۱۳۷۷      | مدیر تولید                            |                      |